# Кејси Кларк
Кејси Луиза Барнфилд (енгл. Kacey Louisa Barnfield; Енфилд, Лондон 14. јануар 1988), позната и као Кејси Кларк (енгл. Kacey Clarke)  енглеска је филмска и телевизијска глумица. Рану славу стекла је почетком 2000-их улогом Меди Гилкс у шест сезона британске ТВ серије Гренџ Хил. Најзначајније улоге у каснијој каријери су јој Кристал Вотерс у акционом хорору Притајено зло: Живот после смрти (2010) и Кејти Сатерланд у ТВ серији Средњошколци (2009—2010). Године 2014. Кларк се нашла на листи 100 најсексипилнијих жена на свету по избору часописа FHM.
Рођена је у Лондонској општини Енфилд. Родитељи су јој Малком и Карен Барнфилд. Има брата и сестру. Има два пребивалишта, једно у Лондону, а друго у Лос Анђелесу.

## Филмографија
| Улоге Кејси Кларк |                                     |               |                         |                                        |
| Година            | Српски назив                        | Изворни назив | Улога                   | Напомена                               |
| 2001—2005.        | Гренџ Хил                           |               | Меди Гилкс              | ТВ серија, главна улога (сезоне 24—29) |
| 2003.             | Тим снова                           |               | Лијен Џексон            | ТВ серија, 1 епизода                   |
| 2004—2007.        | Бил                                 |               | Клои Фокс / Кели Барџиз | ТВ серија, 4 епизоде                   |
| 2007.             | Жртва                               |               | Клаудија Вотерс         | ТВ серија, 2 епизоде                   |
| 2007.             | Кокице                              |               | Јукино девојка          |                                        |
| 2009—2010.        | Средњошколци                        |               | Кејти Сатерланд         | ТВ серија, 2 епизоде                   |
| 2010.             | Притајено зло: Живот после смрти    |               | Кристал Вотерс          |                                        |
| 2010.             | Језеро страха 3                     |               | Ели                     |                                        |
| 2011.             | Убиство на путу                     |               | Кејт                    |                                        |
| 2013.             | Пљунем ти на гроб 2                 |               | Шерон                   |                                        |
| 2013.             | Хулигани 3: Никад се не враћај доле |               | Моли                    |                                        |
| 2018.             | Добродошли у знатижељу              |               | Мартина                 |                                        |